# Mathilde Congiu
Mathilde Congiu (née le 26 mai 1989) est une joueuse d'échecs française, fille de l'écrivain Christian Congiu et nièce de l'artiste contemporaine française Corine Sylvia Congiu. Elle est maître international féminin depuis 2008 et cinq fois championne de France dans les catégories de jeunes filles. Elle finit deuxième du championnat de France féminin en 2013. Son meilleur classement Elo est de 2 330 en janvier 2015.
En 2019, elle a réalisé trois séries totalisant une dizaine d'heures de vidéos pour le site chess24.